# La Candelaria Tlapala
La Candelaria Tlapala är en ort i Mexiko, tillhörande kommunen Chalco i delstaten Mexiko. La Candelaria Tlapala ligger i den centrala delen av landet och tillhör Mexico Citys storstadsområde. Orten hade 5 506 invånare vid folkräkningen 2010.